# Joan Tarròs
Joan Tarròs (Albatàrrec, El Segrià, 1546? - Reial Monestir de Santa Maria de Poblet, 11 de desembre de 1602) fou un monjo cistercenc, abat de Poblet (1598-1602).
Fill d'Albatàrrec, on el cognom Tarròs era força comú, prengué les ordres de mans de l'abat Pere Boquers el 1546, fou escollit abat de Poblet el 28 de maig de 1598, després de la mort a Barcelona, deu dies abans, del seu predecessor Francisco Oliver de Boteller. Morí a Poblet l'11 de desembre de 1602.
Segons Jaume Finestres i el seu llibre "Historia del Real Monasterio de Poblet", abans de ser nomenat abat, Joan Tarròs fou:
- Mestre en Santa Teologia
- Rector del Col·legi de Poblet a Lleida (1570)
- Encarregat per la inquisició per expugnar llibres (1586)
- Encarregat per l'Abat Oliver, de visitar el Monestir de Sant Hilari de Lleida i per resoldre temes relatius a La Reforma amb el bisbe de Lleida (1587)

Durant el seu període com a Abat, gestiona:
- L'assistència a les Corts de Barcelona després de la mort de Felip II de Castella, on és substituït per Miquel Merola, possiblement a causa de la seva edat.
- Encarrega altres monjos per mantenir les visites des de Solsona fins a València i des de Saidí a Barcelona.
- La "Segunda Invención" del Cossos de Sants Màritrs Bernat, Gràcia i Maria d'Alzira.
- El miracle de la "Campana de Velilla", que sonà sola davant de 4000 persones.
- Va vestir l'hàbit a 29 novicis.

Va reduir el deute del monestir i va ser enterrat a l'Aula Capitular, sense el seu nom a la llosa.